# Ketam Putih
Ketam Putih is een bestuurslaag in het regentschap Bengkalis van de provincie Riau, Indonesië. Ketam Putih telt 2757 inwoners (volkstelling 2010).